# サンキュー事故
サンキュー事故（サンキューじこ）とは、交通事故の一種で、優先権がある車両が優先権のない車両に通行を優先させた結果起こる事故。

## 概要
最も代表的な例としては、渋滞時の交差点などで直進する自動車が、対向する右折車を先に行かせるために停止し、対向する自動車が右折したところ、直進車と同方向左側をすり抜けてきたオートバイ、または自転車などと出会い頭に衝突をする事故があげられる。直進車は好意で右折車に道を譲り、右折する自動車の運転手が「ありがとう」と感謝の意を持つことからそう呼ばれる。この場合、通常、右折車からも二輪車からも直進車が死角になるため、事故になる可能性が非常に高い。また、右折車の運転手には、直進車が道を譲ってくれたため、「早く行かなければ」という心理が働くことで、安全確認が疎かになり二輪車を見落としやすい。また、前述のとおりほとんどのサンキュー事故は自動車と二輪車の衝突なので二輪車の被害が甚大になりやすい。
事故の過失割合は、通常、右折車のほうが大きくなる。